# Salix fimbriata
Salix fimbriata là một loài thực vật có hoa trong họ Liễu. Loài này được Czerep. miêu tả khoa học đầu tiên.